# Spicks and Specks (singolo)
Spicks and Specks è un singolo dei Bee Gees pubblicato nel 1966. Il brano, scritto da Barry Gibb, è estratto dall'album omonimo.

## Tracce
- 7"

1. Spicks and Specks
2. I Am the World

## Formazione
- Barry Gibb - voce, cori
- Maurice Gibb - piano, basso, chitarra elettrica
- Russell Barnsley - batteria
- Geoff Grant - tromba
- Steve Kipner - cori
- Robin Gibb - cori

## Cover
Nel loro album di debutto Picturesque Matchstickable Messages from the Status Quo (1968), gli Status Quo hanno inciso una cover del brano.